# Raymond-Jules-Paul-Henri Tessier
Raymond-Jules-Paul-Henri Tessier, francoski general, * 1892, † 1970.